# Miejski Zakład Komunikacji w Gorzowie Wielkopolskim
Miejski Zakład Komunikacji w Gorzowie Wielkopolskim sp. z o.o – komunalny zakład obsługujący transport zbiorowy na terenie Gorzowa Wielkopolskiego i do wszystkich ościennych gmin: Bogdańca, Deszczna, Kłodawy, Santoka i Lubiszyna. Przekształcony został 1 stycznia 2013 roku z zakładu budżetowego w spółkę z ograniczoną odpowiedzialnością.

## Historia MZK
29 lipca 1899 roku uroczyście uruchomiono tramwaje elektryczne, jednak już 11 września 1922 r. zawieszono ich eksploatację z powodu nierentowności. 15 sierpnia 1924 r. wznowiono ruch tramwajowy, a w 1926 roku nastąpiło uruchomienie linii tramwajowej ze Starego Rynku na Zamoście przez nowo wybudowany most na Warcie. 30 stycznia 1945 roku tramwaje wyjechały ostatni raz przed ponad dwuletnią przerwą. W 1947 roku została reaktywowana jedna linia tramwajowa.
Zakład Komunikacji Miejskiej został utworzony w styczniu 1954 roku poprzez wyodrębnienie go z Miejskiego Przedsiębiorstwa Gospodarki Komunalnej. Mimo iż MZK istnieje od 1954 roku, pierwszą linię tramwajową uruchomiono w 1947 roku, jednak rok później wstrzymano ruch ze względu na zły stan techniczny infrastruktury. W 1949 roku ponownie uruchomiono komunikację tramwajową. Utworzono 2 linie tramwajowe. W 1960 roku uruchomiono miejską komunikację autobusową. W tym roku zakład otrzymał 5 autobusów San H-01B. W 1968 roku rozpoczęto budowę nowej zajezdni przy ulicy Kostrzyńskiej, która została oddana do eksploatacji w 1972 roku z jednoczesną likwidacją zajezdni przy ulicy Składowej. W 1975 roku zakład otrzymał nazwę Przedsiębiorstwo Komunikacji Miejskiej. W 1991 roku przekształcono PKM w Miejski Zakład Komunikacji zakład budżetowy gminy Gorzów Wielkopolski. 4 marca 2000 roku do gorzowskiego MZK, zostały dostarczone pierwsze autobusy niskopodłogowe Solaris Urbino 12 I.
W marcu 2007 roku prezydent miasta zasugerował możliwość likwidacji torowiska prowadzącego na osiedle Piaski w celu utworzenia deptaka na ul. Chrobrego. Spotkało się to ze zdecydowanymi protestami mieszkańców oraz większości klubów radnych Rady Miejskiej. W maju prezydent Tadeusz Jędrzejczak wycofał się ze swojego pomysłu.
Po uruchomieniu produkcji telewizorów w gorzowskiej fabryce, MZK uruchomiło w lutym 2008 roku dodatkowe kursy na wydłużonej trasie na liniach: 101, 104, 117 i 202 (po kilku miesiącach z powodu rosnącego zapotrzebowania także 100 i 126) do pętli Złotego Smoka, znajdującej się nieopodal fabryki.
19 sierpnia 2008 roku w gorzowskim MZK pojawiły się pierwsze po wielu latach autobusy przegubowe MAN NG313 głównie do obsługi trzech najważniejszych gorzowskich linii autobusowych, czyli: 101, 104 i 126. Od 29 września w każdą niedzielę autobusy przegubowe zaczęły obsługiwać także linię 202. Wbrew opinii wielu osób pierwszymi autobusami przegubowymi były Ikarusy 280, sprowadzone z Warszawy i Frankfurtu nad Odrą, które zostały ostatecznie przerobione na pogotowie techniczne. 1 grudnia 2008 r. na wniosek hipermarketów Tesco zawieszono wszystkie trzy bezpłatne linie autobusowe (T-A, T-J i T-P) na czas nieokreślony, następnie podjęto decyzje o likwidacji tych linii. 9 grudnia 2008 roku zostały sprzedane ostatnie Jelcze M11 (które pod koniec lat 80. i przez całe lata 90. stanowiły trzon gorzowskiego taboru), a także ostatni Jelcz 120M. Pozostawiono jednego Jelcza M11 #481 oraz 1 Jelcza 120M #505 z przeznaczeniem na tabor zabytkowy. Po sprzedaży tych pojazdów, autobusy niskopodłogowe stanowiły 88,8% taboru gorzowskiego MZK. 2 listopada 2009 roku ponownie uruchomiono jedną z linii bezpłatnych, czyli linię T-J, a 30 listopada tego samego roku uruchomiono zawieszone w latach 90. linie tramwajowe 4 (Dworzec Gł. – Silwana / Silwana – Dworzec Gł.) oraz 5 (Dworzec Gł. – Os. Piaski / Os. Piaski – Dworzec Gł.). W dniu 2 stycznia 2012 roku z powodu zmniejszenia dotacji przez Prezydenta i Radę Miejską zostały one zawieszone.
Z końcem 2016 roku w wyniku remontów torowisk zawieszono linię 1 (Silwana – Wieprzyce) i 3 (Silwana – Piaski), a w ich miejsce pojawiła się autobusowa linia zastępcza T1 (Silwana – Zakład Energetyczny), jednocześnie zwiększono częstotliwość funkcjonowania linii 2. 1 października 2017 roku zawieszono również linię nr 2, która łączyła Wieprzyce z Piaskami i w jej miejsce pojawiła się autobusowa linia zastępcza T2 (Zakład Energetyczny – Piaski). Tego dnia również wprowadzono, że ważność biletu jednorazowego wynosi 45 min. W 2018 roku w wyniku remontu ul. Kostrzyńskiej, linię T1 wydłużono do Osiedla Słonecznego, uruchomiono również linię T4, która łączyła pętlę „Orląt Lwowskich” z Wieprzycami (obecnie Zajezdnią MZK, która znajduje się kilkaset metrów dalej).
W 2016 i 2017 roku MZK w Gorzowie Wielkopolskim zakupiło 37 nowych i używanych autobusów (25 nowych MAN-ów, 10 nowych Solarisów Urbino 12 IV oraz 2 używane MAN-y z Wiednia). Obecnie wspomagają komunikację na zawieszonych liniach tramwajowych i po przywróceniu ich funkcjonowania, autobusy Solaris Urbino 12 I i II generacji będą wycofywane z eksploatacji. W 2021 roku podpisano z Solarisem umowę na pierwsze w historii miasta autobusy elektryczne. Nowe pojazdy dotrą do miasta w 2022 roku.

## Tabor

### Tabor liniowy

#### Autobusy

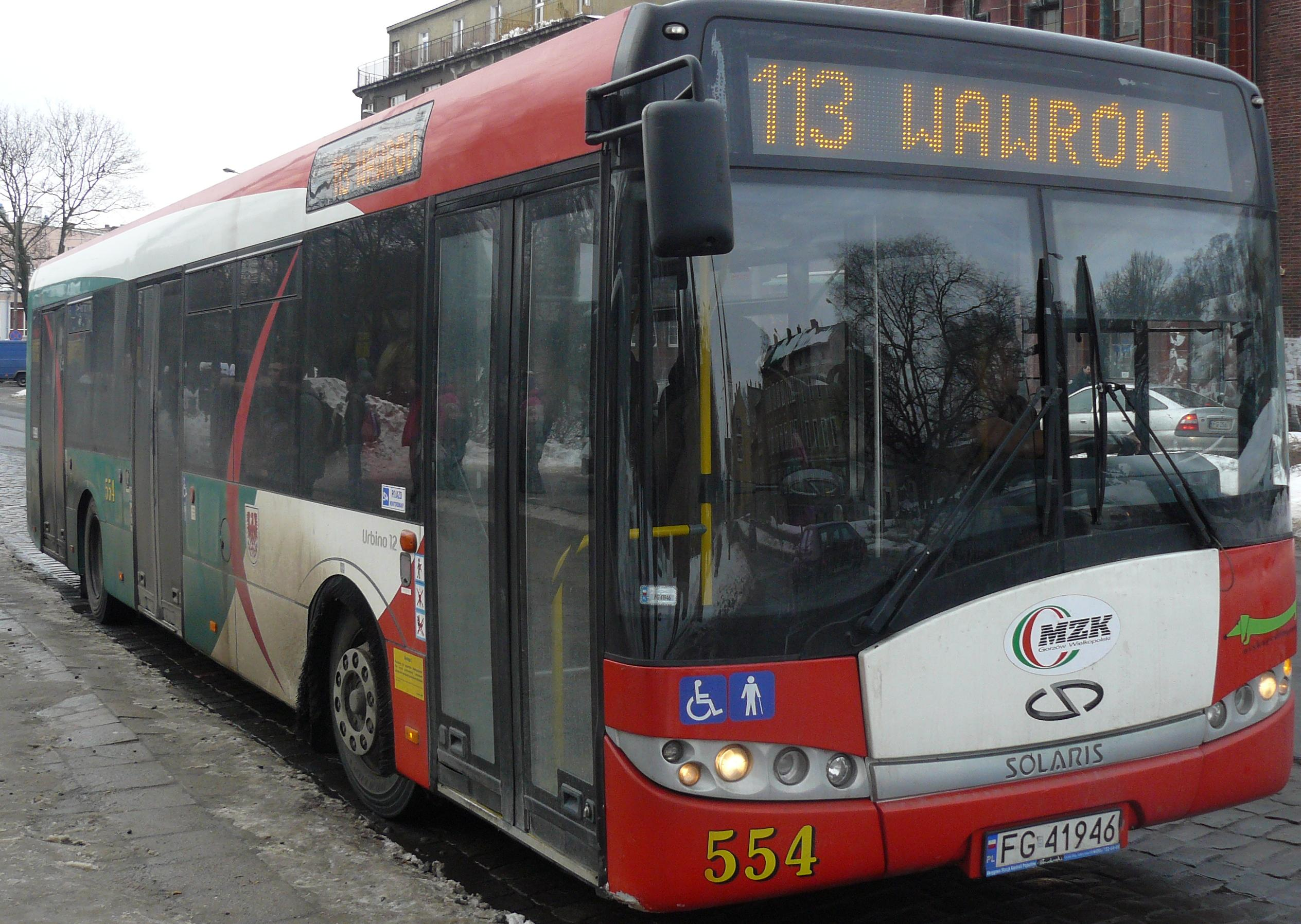
Solaris Urbino 12 III #554

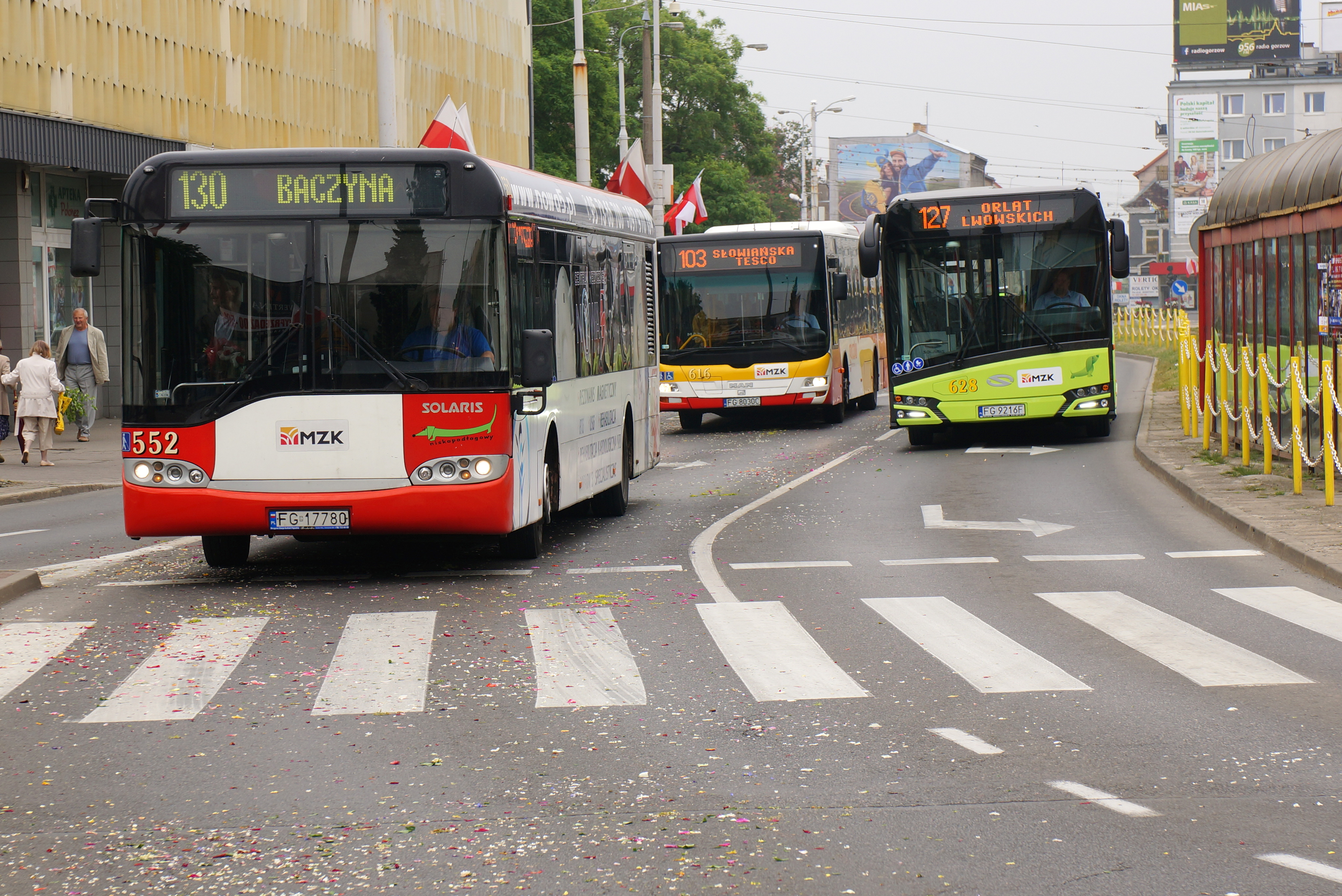
Dwa Solarisy Urbino 12, pierwszej #552 i czwartej #628 generacji oraz MAN NL263 Lion’s City #616

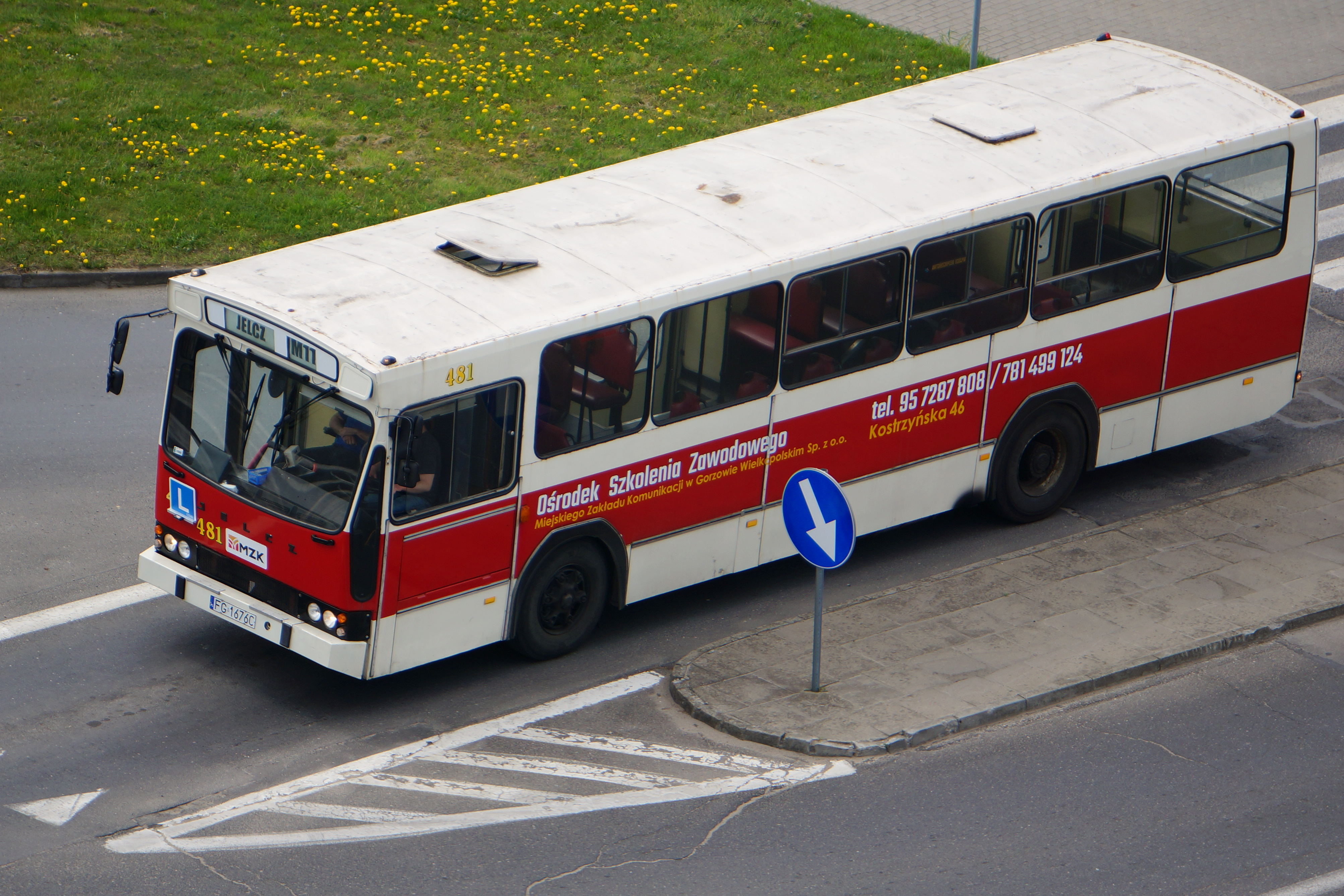
Jelcz M11 jako pojazd nauki jazdy

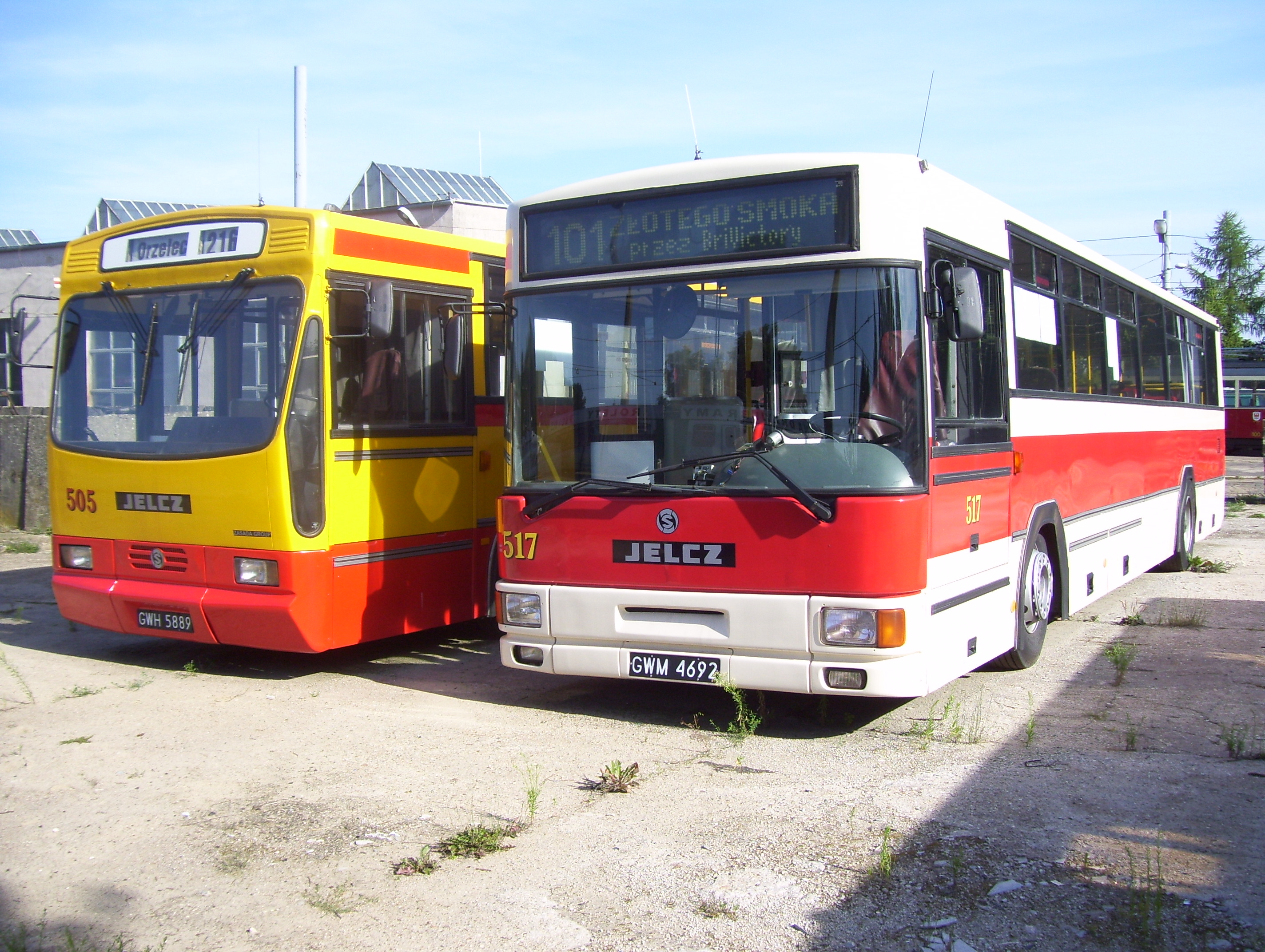
Zabytkowy Jelcz 120MM/2

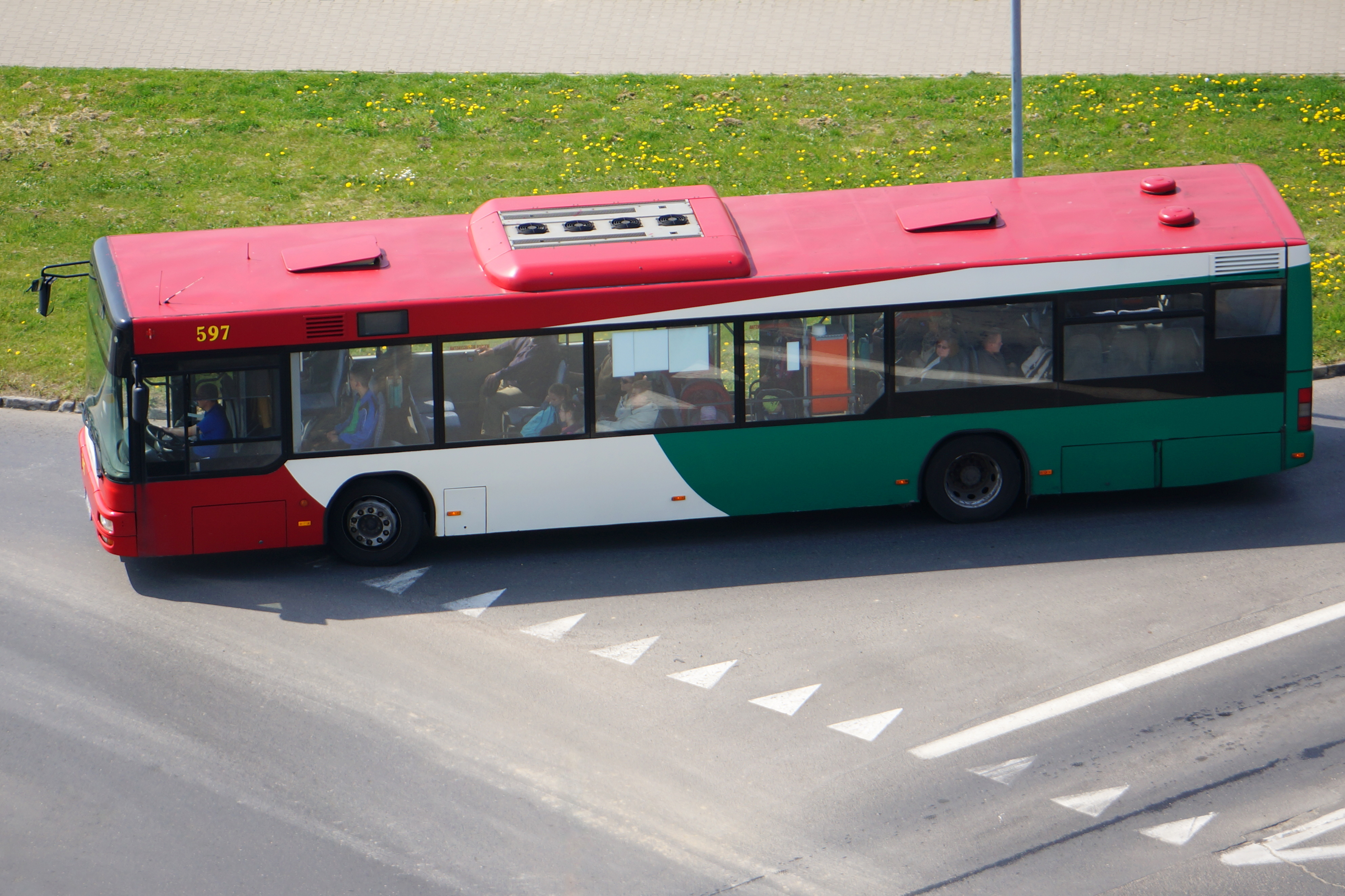
MAN NL313

W grudniu 2020 roku miasto ogłosiło przetarg na 6 nowych autobusów. Przetarg wygrał MAN z autobusami typu Lion’s City. W maju 2021 roku miasto ogłosiło przetarg na 8 nowych autobusów. Przetarg wygrał Solaris z autobusami Urbino 12 electric
| Typ autobusu           | Typ autobusu   | Rok produkcji | Początek eksploatacji | Udogodnienia                                                    | Numery taborowe   | Liczba |
| Solaris Urbino 12      | IV generacja   | 2016          | 2016                  | przewóz osób na wózkach · klimatyzacja przestrzeni pasażerskiej | 624-633           | 10     |
| Solaris Urbino 12      | IV mild hybrid | 2021          | 2021                  | przewóz osób na wózkach · klimatyzacja przestrzeni pasażerskiej | 668, 669          | 2      |
| Solaris Urbino 12      | IV electric    | 2022          | 2022                  | przewóz osób na wózkach · klimatyzacja przestrzeni pasażerskiej | 670-677           | 8      |
| MAN NL263              | MAN NL263      | 2003, 2004    | 2013                  | przewóz osób na wózkach · klimatyzacja przestrzeni pasażerskiej | 613, 614          | 2      |
| MAN Lion’s City        | NL283          | 2011, 2013    | 2011, 2023            | przewóz osób na wózkach · klimatyzacja przestrzeni pasażerskiej | 598-608, 678      | 12     |
| MAN Lion’s City        | NL273          | 2007          | 2013                  | przewóz osób na wózkach · klimatyzacja przestrzeni pasażerskiej | 609-612           | 4      |
| MAN Lion’s City        | NL263          | 2005          | 2013                  | przewóz osób na wózkach · klimatyzacja przestrzeni pasażerskiej | 615, 616          | 2      |
| MAN Lion’s City        | NL323          | 2017          | 2017, 2024            | przewóz osób na wózkach · klimatyzacja przestrzeni pasażerskiej | 634-648, 679-682  | 19     |
| MAN Lion’s City        | NL330          | 2021          | 2021                  | przewóz osób na wózkach · klimatyzacja przestrzeni pasażerskiej | 662-667           | 6      |
| MAN Lion’s City LL     | NL353-15       | 2008, 2009    | 2014, 2017            | przewóz osób na wózkach · klimatyzacja przestrzeni pasażerskiej | 617-622, 649, 650 | 8      |
| MAN Lion’s City LL     | NL363-15       | 2017          | 2017                  | przewóz osób na wózkach · klimatyzacja przestrzeni pasażerskiej | 651-654           | 4      |
| MAN Lion’s City Hybrid | NL253          | 2017          | 2017                  | przewóz osób na wózkach · klimatyzacja przestrzeni pasażerskiej | 655-660           | 6      |
| Suma pojazdów          | Suma pojazdów  | Suma pojazdów | Suma pojazdów         | Suma pojazdów                                                   | Suma pojazdów     | 83     |

(stan taborowy aktualny na 02.02.2024 r.)

#### Tramwaje
| Typ tramwaju        | Rok produkcji | Początek eksploatacji | Udogodnienia                                                                           | Numery taborowe | Liczba |
| Wegmann/Düwag 6ZGTW | 1966, 1967    | 1999, 2011            | pojazd dwukierunkowy                                                                   | 252-259         | 8      |
| Wegmann/Düwag 6EGTW | 1971          | 2004                  |                                                                                        | 272             | 1      |
| Pesa Twist 2015N    | 2019          | 2019                  | przewóz osób na wózkach · klimatyzacja przestrzeni pasażerskiej · pojazd dwukierunkowy | 301-314         | 14     |
| Suma pojazdów       | Suma pojazdów | Suma pojazdów         | Suma pojazdów                                                                          | Suma pojazdów   | 23     |

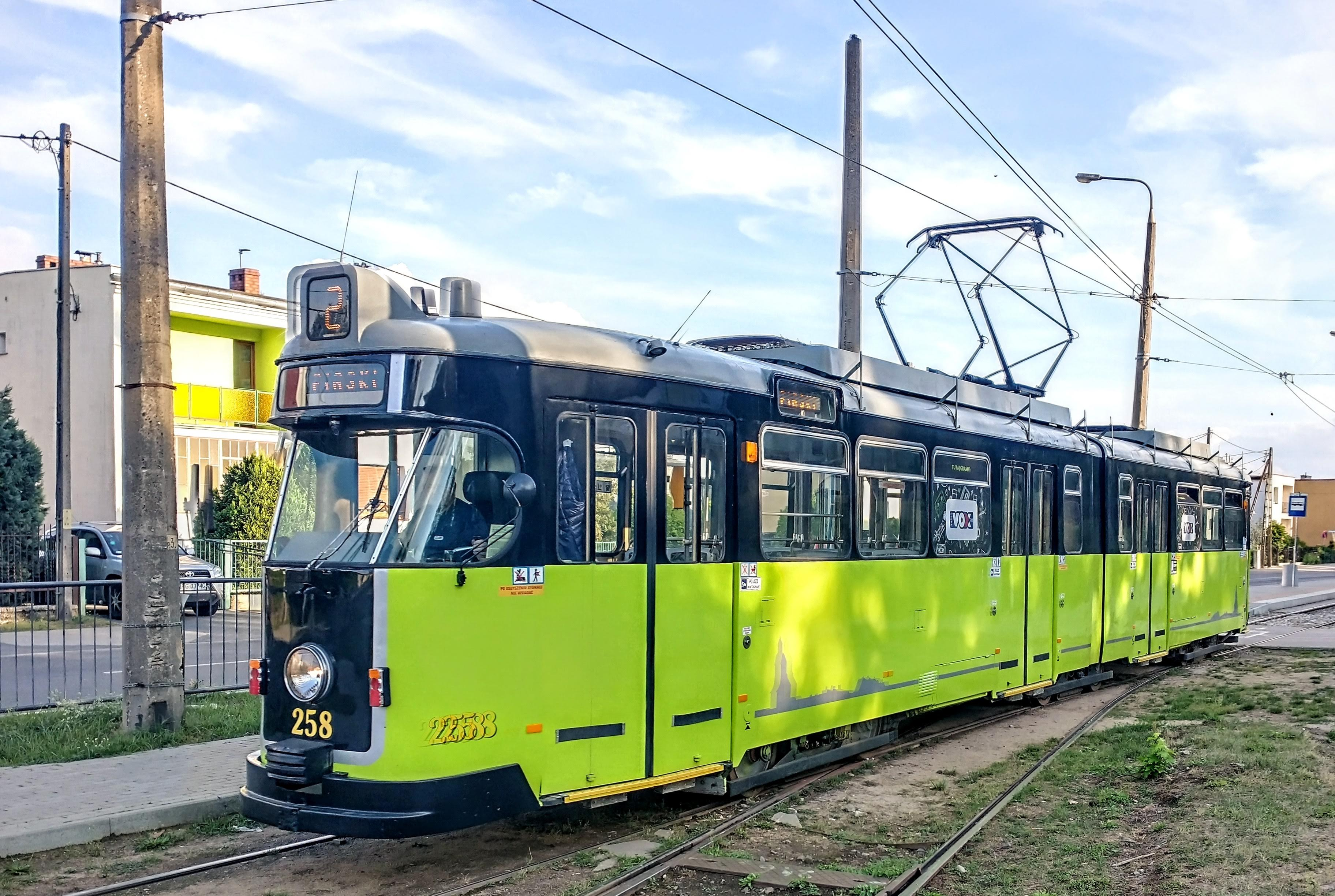
Tramwaj linii 2

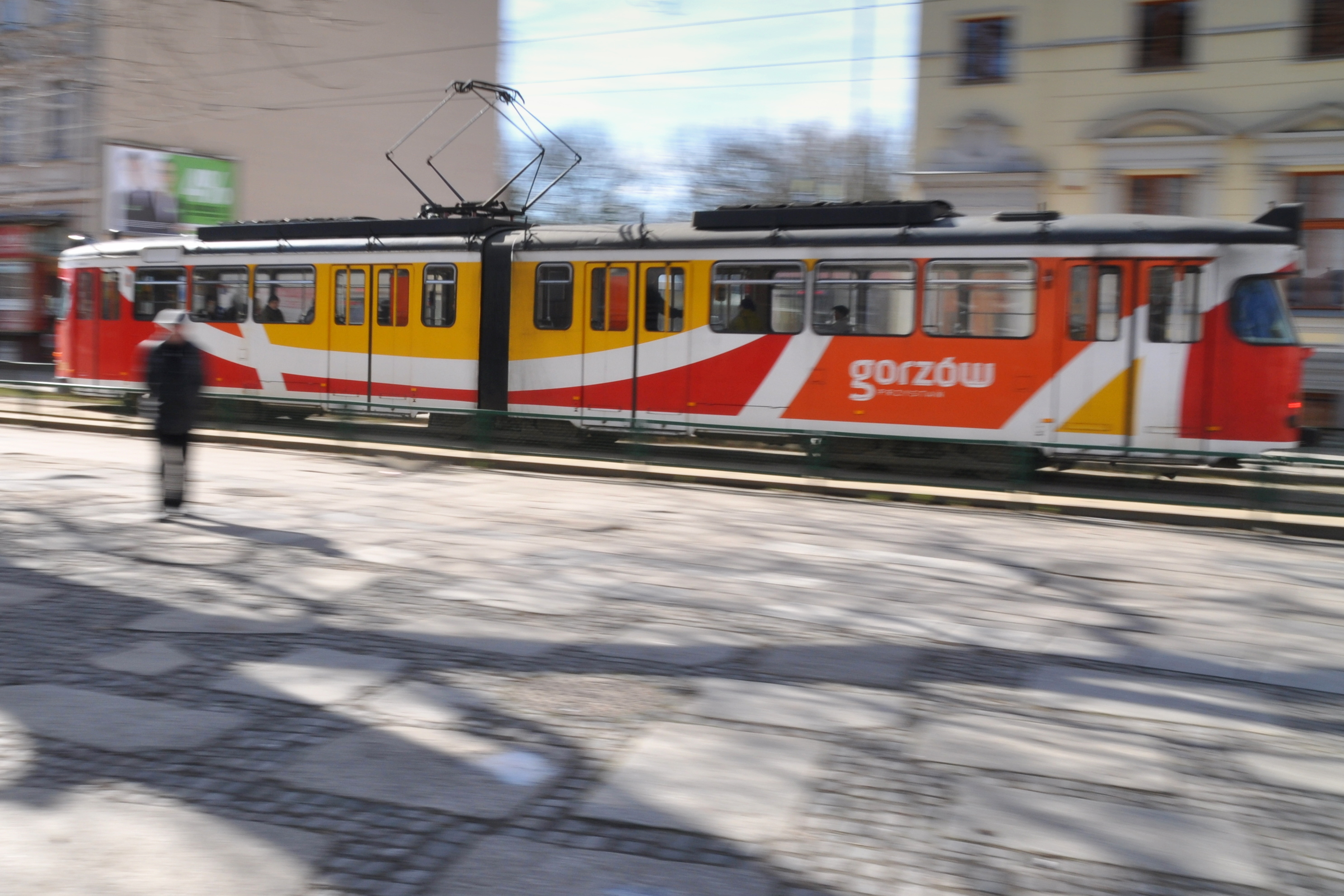
Wegmann/Düwag 6ZGTW w malowaniu „Gorzów Przystań”

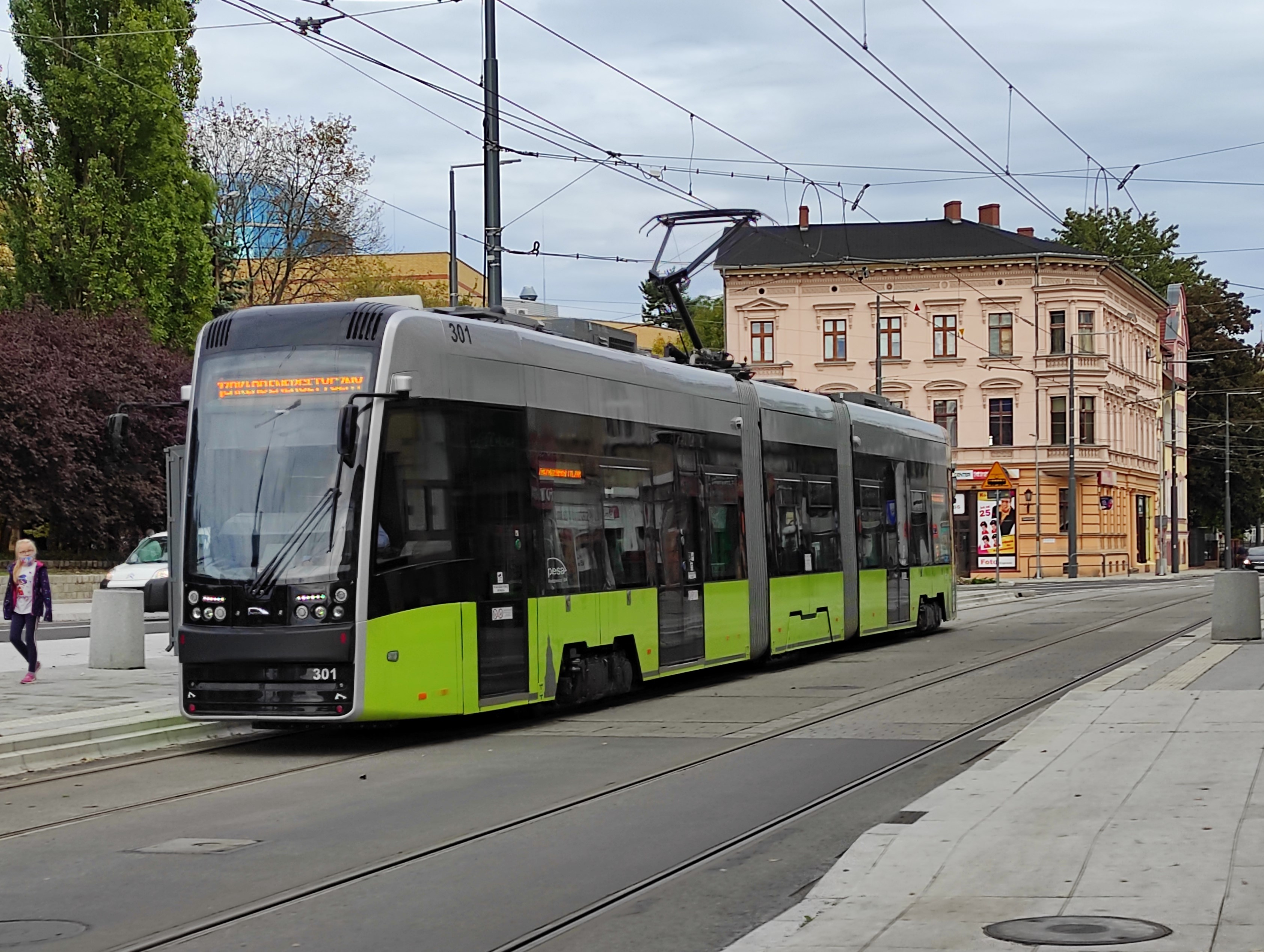
Pesa Twist 2015N na przystanku Dworcowa

(stan taborowy aktualny na 02.02.2024 r.)

### Pozostały tabor
| Typ pojazdy       | Funkcje           | Rok produkcji          | Początek eksploatacji | Numery taborowe                | Liczba |
| Jelcz M11         | pojazd zabytkowy  | 1990                   | 1990                  | 481                            | 1      |
| Jelcz 120M        | pojazd zabytkowy  | 1996                   | 1996                  | 505                            | 1      |
| Jelcz 120MM/2     | pojazd zabytkowy  | 1998                   | 1998                  | 517                            | 1      |
| MAN NL313         | nauka jazdy       | 2000                   | 2009                  | 597                            | 1      |
| MAN Lion’s Coach  | nauka jazdy       | 2013                   | 2018                  | 661                            | 1      |
| Konstal N3        | pojazd zabytkowy  | 1955                   | 1997                  | 100                            | 1      |
| Konstal 105Na     | nauka jazdy       | 1977                   | 1980                  | 78                             | 1      |
| Konstal 105Na     | pojazd imprezowy  | 1976                   | 1983                  | 117                            | 1      |
| Lublin            | pojazd techniczny | 1997, 1999, 2003, 2004 | 1997, 1999, 2004      | 014, 742-011, 742-012, 742-252 | 4      |
| Škoda Octavia     | pojazd techniczny | 2004                   | 2007                  | 741-009                        | 1      |
| Citroën Jumper    | pojazd techniczny | 2000                   | 2007                  | 742-253                        | 1      |
| Škoda Fabia Combi | pojazd techniczny | 2008                   | 2008                  | 011                            | 1      |
| Fiat Doblo        | pojazd techniczny | 2015                   | 2015                  | -                              | 1      |
| Fiat Ducato       | pojazd techniczny | 2015, 2016             | 2015, 2016            | -                              | 4      |
| Suma pojazdów     | Suma pojazdów     | Suma pojazdów          | Suma pojazdów         | Suma pojazdów                  | 20     |

(stan taborowy aktualny na 11.08.2022 r.)